# Andrew Chesterman
Andrew Peter Clement Chesterman, född 1946, är en engelsk forskare baserad i Finland. Han är mest känd för sitt arbete inom översättningsstudier och var professor i flerspråkig kommunikation vid Helsingfors universitet från 2002 till 2010. Chesterman var CETRA-professor 1999 ( katolska universitetet i Leuven ), ledamot av styrelsen för European Society for Translation Studies (EST) från 1998 till 2004, och medlem av Scientific Advisory Board i Center of Translation Studies ( Wiens universitet ) från 2007 till 2010. Han blev invald i Finska Vetenskaps-Societeten år 2005 och förlänades riddartecknet av Finlands vita ros år 2008.
Chesterman studerade moderna språk vid Selwyn College, Cambridge. Därefter studerade han tillämpad lingvistik vid universitetet i Edinburgh och fick en magisterexamen 1973 samt doktorsexamen i lingvistik från University of Reading 1988. 1968 flyttade Chesterman till Finland och har varit bosatt där sedan dess. Han var huvudsakligen verksam vid Helsingfors universitet. 2010 gick han i pension från sin professorstjänst i flerspråkig kommunikation vid Helsingfors universitet men är fortfarande aktiv inom översättningsvetenskap.

## Utmärkelser
- Riddartecknet av I klass av Finlands Vita Ros’ orden,  2008[3]

[Redigera Wikidata]